# محمود حسن مختار
محمود حسن مختار لاعب كرة قدم بحريني يلعب حاليا لصالح نادي الدرجة الثانية الشباب البحريني في خط الوسط.

## منتخب البحرين
شارك محمود مع منتخب البحرين الأولمبي.